# 斯托克紐因頓
斯托克紐因頓（Stoke Newington）是英國倫敦的一個地區，相當於哈克尼倫敦自治市的西北部地區。許多當地居民喜歡將斯托克紐因頓稱為「斯托基」（Stokey）。